# Krystyna Broda
Krystyna Broda (ur. 1 kwietnia 1951 w Tarnowie, zm. 21 listopada 2008) – polska prawniczka, polityk, samorządowiec, w latach 1991–1994 wicewojewoda tarnowski.

## Życiorys
Ukończyła studia prawnicze na Uniwersytecie Jagiellońskim w Krakowie oraz studia podyplomowe w Akademii Ekonomicznej w Krakowie.
W latach 1991–1994 sprawowała urząd wicewojewody tarnowskiego. Od 1996 do 2002 w Fabryce Silników Elektrycznych „Tamel” była członkiem zarządu. Następnie (do czasu przejścia na wcześniejszą emeryturę) zajmowała stanowisko dyrektora generalnego w Tarnowskiej Agencji Rozwoju Regionalnego.
Należała do Platformy Obywatelskiej. W 2002 została wybrana w skład sejmiku małopolskiego. W wyborach samorządowych cztery lata później skutecznie ubiegała się o reelekcję. W III kadencji została przewodniczącą Komisji Ochrony Środowiska i Gospodarki Wodnej. Pełniła funkcję przewodniczącej rady społecznej Szpitala Wojewódzkiego im. św. Łukasza w Tarnowie oraz wiceprzewodniczącej rady społecznej Muzeum Okręgowego w Tarnowie.